# Alexander Iwanowitsch Jakubowitsch

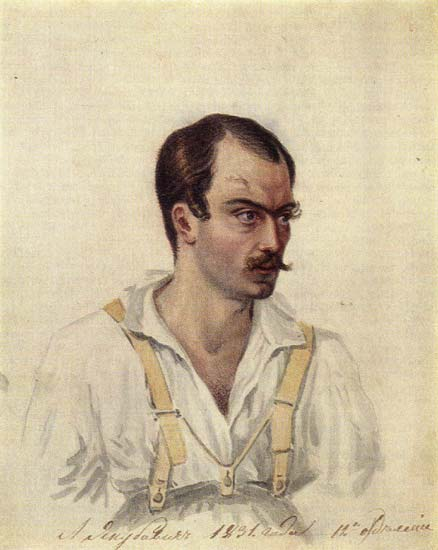
Alexander Iwanowitsch Jakubowitsch, 1831 porträtiert von Nikolai Bestuschew

Alexander Iwanowitsch Jakubowitsch (russisch Александр Иванович Якубович / Aleksandr Ivanovič Jakubovič; * 1792; † 3. Septemberjul. / 15. September 1845greg. in Jenisseisk) war ein russischer Hauptmann und Dekabrist.
Alexander, der Sohn von  Iwan Alexandrowitsch Jakubowitsch (* 1772), wurde in der Pension für adlige Knaben, einer geschlossenen Lehranstalt an der Moskauer Universität, erzogen. Ab 21. August 1813 diente er als Junker im Ulanenregiment der Leibgarde Seiner Majestät, wurde dort am 17. November 1814 Portepee-Junker und am 20. Dezember 1816 Kornett. Am 20. Januar 1818 sekundierte Jakubowitsch bei einem Duell und wurde zur Strafe dafür als Fähnrich in den Kaukasuskrieg geschickt. Im Kampf gegen die nordkaukasischen Bergvölker im 17. Nischni Nowgoroder Dragonerregiment eingesetzt, wurde er am 23. Oktober 1818 zum Leutnant befördert. Bei diesen Kämpfen in Dagestan wurde Jakubowitsch  am 9. August 1820 Stabskapitän und 1823 mit dem Orden des Heiligen Wladimir 4. Klasse mit Band dekoriert. Inzwischen als Draufgänger bei Sturmangriffen bekannt geworden, zog er sich am 24. Juni 1823 während der Teilnahme an der Expedition unter General Alexei Weljaminow ins Kuban-Gebiet eine Kopfwunde zu, die ihm bis zu seinem Lebensende zu schaffen machte. Fortan trug er ein Stirnband.
Am 14. Juni 1824 wurde Jakubowitsch Hauptmann. Der Verwundete begab sich Ende 1824 zur Behandlung in die Petersburger Chirurgie und hatte anschließend 1825 in der Newa-Metropole Kontakt zu den Dekabristen; wurde Mitglied ihrer Nördlichen Geheimgesellschaft. Am Tage des Aufstands sollte Jakubowitsch das Kommando über eine Truppe zur Verhaftung der Zarenfamilie im Winterpalast befehligen. Aber dann am 14. Dezember 1825 sah der kampferprobte Soldat sich außerstande. Allein für die Absicht, also für den Tatentschluss, wurde er zum Tode verurteilt. Er kam mit dem Leben davon. Die Begnadigung lautete: Katorga lebenslänglich. Das Urteil wurde später auf zwanzig und schließlich auf fünfzehn Jahre Zwangsarbeit herabgesetzt. Bis 1839 musste Jakubowitsch in der Nertschinsker Katorga schmachten. Darauf durfte er im Dorf Malaja Raswodnaja – das liegt in der Nähe von Irkutsk – leben. Im Sommer 1845 auf den Goldfeldern am Jenissei beschäftigt, verstarb er im Spätsommer an einem Lungenödem.
Am 6. Oktober 1923 wurde die Admiralitätsstraße in der Nähe des Petersburger Admiralitätskanals in Jakubowitsch-Straße umbenannt.

## Nachkommen
Michail Petrowitsch Jakubowitsch (1891–1980), ein Urenkel des Dekabristen, war Sozialdemokrat (Menschewik).